# تانا (نروژ)
تنویوکی (فنلاندی: Teno) (زبان سامی شمالی: تانا به معنای رودخانه بزرگ Deatnu [ˈtea̯tnuː]؛ نروژی: Tana/Tanaelva؛ سوئدی: Tana älv) یک رودخانه ۳۶۱ کیلومتری (۲۲۴ مایلی) در شمال فنوسکاندیا است. این رودخانه از شهرستان ترومس اوگ فینمارک، نروژ و منطقه لاپلند فنلاند می‌گذرد. نام سامی آن  است.

## جغرافیا
تانا در طول مسیر ۲۵۶ کیلومتری (۱۵۹ مایل) خود، در امتداد مرز فنلاند و نروژ بین شهرداری‌های اوتسیوکی در فنلاند و کاراشوک و تانا (فینمارک) در نروژ قرار دارد. این رودخانه پنجمین رودخانه طولانی در نروژ است. ۱۰۵ کیلومتر (۶۵ مایل) رودخانه از تانا در نروژ می‌گذرد. این رودخانه به تنافورد، یکی از بزرگ‌ترین و دست نخورده‌ترین دلتاهای رودخانه در اروپا می‌ریزد. این دلتا محافظت شده و خانه مهمی برای پرندگان تالاب است. رسوبات بزرگی از ماسه در دلتا وجود دارد که در هنگام جزر و مد در ماسه‌ها تحت تأثیر آن قرار می‌گیرند.

## ماهیگیری
در سال ۲۰۲۲، مقامات نروژی و فنلاند اجازه ماهیگیری ماهی قزل آلا (در رودخانه) را ندادند.
رود تانا به دلیل شرایط ماهیگیری عالی برای صید ماهی قزل آلا معروف و پربارترین رودخانه ماهی قزل آلا در فنلاند و نروژ است. رکورد جهانی ماهی قزل آلای اقیانوس اطلس متعلق به ماهی آزاد صید شده در تانا است که وزن آن ۳۶ کیلوگرم (۷۹ پوند) بود و در سال ۱۹۲۹ توسط نیلز ماتیس وال گرفته شد.
فنلاند و نروژ هر دو مقررات ماهیگیری رودخانه را تنظیم می‌کنند و ماهیگیری با تورهای رانش در رودخانه مجاز است.